# Ainomuziek
Ainomuziek omvat de muzikale stijlen en instrumenten die gebruikt worden ter ondersteuning van spiritueel geladen liederen en gedichten in de cultuur van de Aino (ook wel Ainoe of Ainu genoemd), een inheemse bevolking die zich voor de Meiji-restauratie vooral in de noordelijke regionen van Japan bevond (met name de Tōhoku regio in Noord Honshū, Hokkaido, de Koerilen en Sachalin), maar die vandaag de dag vooral in kleinere samenlevingen terug te vinden is in Hokkaido.
De orale Ainocultuur omvat verschillende liedvormen. De twee meest prominente stijlen zijn upopo, luchtige liederen over alledaagse zaken en rituelen, die vaak werden begeleid met traditionele Ainoinstrumenten; en yukar, lange heldendichten die op een ritmische manier werden geciteerd, soms met lichte percussie als ondersteuning.
De inhoud van die verschillende liederen zijn, naast archeologische bevindingen en historische documenten die de Aino beschrijven, de belangrijkste bronnen geweest om de gewoonten, tradities en het dagelijks leven van de Aino beter te begrijpen. In het heden vormt deze muziek, na eeuwen van culturele genocide en discriminatie, een belangrijk element in het in stand houden van zowel cultuur als rechten van de Aino.

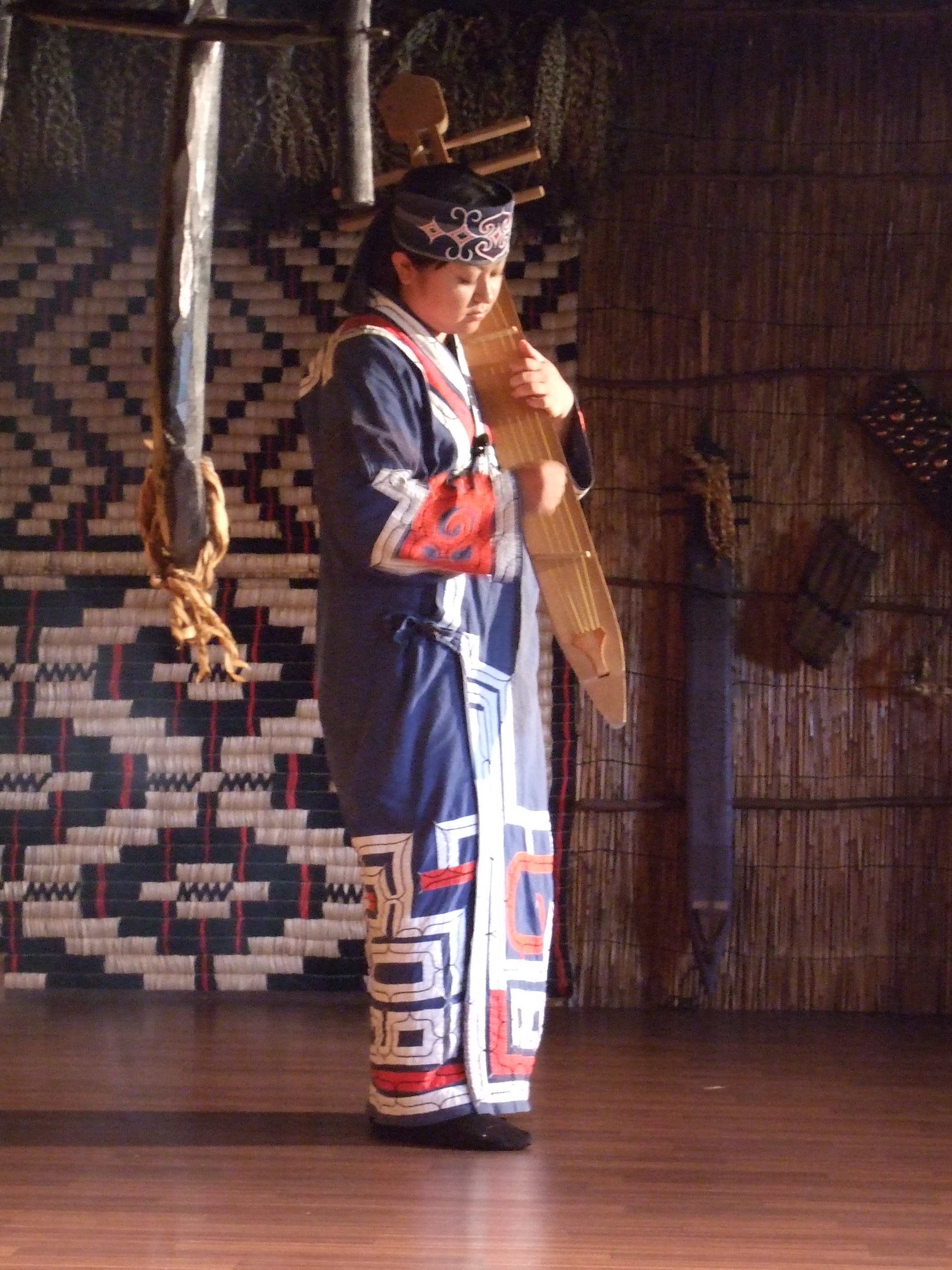
Een vrouw bespeelt de traditionele Aino tonkori.

## Genres
Omdat de Ainobevolking oorspronkelijk geen eigen schrift had, werd de inhoud van de Ainoliederen van generatie op generatie op orale wijze overgebracht. Dit bracht als gevolg dat er tot op vandaag tijdens het zingen veel aan improvisatie wordt gedaan zowel lyrisch als melodisch, twee elementen die afhangen van de stemming van de brenger.
Naast rituele en spirituele doeleinden hadden deze genres ook een sterk esthetische kant en dienden ze in de koude winters (wanneer er weinig mogelijkheid tot werk was en er veel verveling toesloeg) als vorm van vermaak en ontspanning.
Het is pas in recente jaren dat er door verschillende stichtingen pogingen ondernomen werden om zoveel mogelijk van deze oraal overgebrachte werken, vooral yukarliederen, neer te pennen en te publiceren.

### Upopo
Upopo, een onomatopee voor het geluid van een kokende pot of fluitende vogels, is een liedstijl met betrekking op dagelijkse zaken en rituelen. Die liederen worden vaak in groep gezongen, meestal in combinatie met een groepsdans (Rimse), die uitgevoerd wordt op festivals en feesten en kenmerken zich door de polyfonische zang vergelijkbaar met die in de westerse canon. Upopo differentieert zich van de westerse canon doordat de volgers veel vroeger invallen, waardoor de eerste stem nog niet de tijd heeft gehad om het stuk melodie af te werken. Typisch wordt het ritme aangegeven door in de handen of tegen een houten object te klappen.

### Yukar
Yukar is een vorm van epische poëzie die ergens tussen de 10e en 16e eeuw ontstaan is, wanneer de Ainocultuur zich het sterkst ontwikkelde. In tegenstelling tot andere vormen van epische poëzie werden yukarliederen in een eerste-persoonsperspectief gebracht en kan dit zowel uit het perspectief van de Aino (de gewone, sterfelijk mens) als uit dat van de Kamuy (geesten en/of goden) van dieren en objecten verteld werden. Yukarliederen kunnen dus onderverdeeld worden in 2 subgenres: de Aino-Mosirverhalen (verhalen over de mensenwereld, vaak lange heldenverhalen van 5000 tot 7000 verzen) en de Kamuy-Mosirverhalen (korte mythologische verhalen over de godenwereld, gemiddeld tussen de 200 - 1000 verzen). Omdat deze verhalen zo lang zijn is het niet ongewoon dat een recitatie een hele nacht doorliep.
De brenger, vaak voor esthetische doelen een vrouw, had door het memoriseren van deze werken vaak een sterk getraind geheugen. Omdat de werken zo immens in lengte kunnen zijn (vooral de Aino-Mosir), moest de brenger zich zorgvuldig voorbereiden op een vertelsessie. Vaak leerde de brenger al op vroege leeftijd de grote lijnen van deze verhalen en gebruikte hij of zij ezelsbruggetjes om details te onthouden. Ook hebben zowel de Aino-Mosir als de Kamuy-Mosir een archaïsche, vaste structuur die het leren vereenvoudigt.
De verzamelde collectie Kamui-Mosirverhalen diende als een van verschillende manieren om in contact te komen met de goden. De verteller vertelt het verhaal in een eerste-persoonsvorm waardoor het, vergelijkbaar met sjamanen die in trance geraken, lijkt alsof die bepaalde Kamui het lichaam van de verteller gebruikt om een verhaal te vertellen.
Omdat er zo'n grote hoeveelheid aan Yukar is, die in enorm detail de levensstijl en taal van de Aino beschrijft, wordt dit vaak als het belangrijkste nalatenschap uit de Ainocultuur beschouwd.

### Yaisama
Yaisama is een soort van zangspel dat gebruikt werd door de zanger of zangeres om zichzelf aan een groep voor te stellen, of om bepaalde emoties over te brengen (zoals het uiten van verliefdheid). Tekst en melodie werden ter plekke geïmproviseerd.

### Slaapliederen
De naam voor ballades en slaapliederen varieert van regio tot regio. In de regio Hidaka worden deze vaak Iyon'nokka of Iyonruika genoemd, terwijl Asahikawa- en Tokachi-Aino weer het woord Ihunke gebruiken. Een typisch kenmerk van die slaapliederen is dat de moeder tijdens het wiegen van haar kind een hoop nietszeggende klanken als "Ohho Lulu Rurururu" op hetzelfde ritme produceert. Deze klanken worden met een rollende beweging van de tip van de tong gemaakt.

### Rekuhkara
Rekuhkara, oftewel Rekutkar (een samenstelling van de Ainowoorden rekut en kar, "keel" en "maken"), is een vocaal spel of ritueel dat gebruik maakt van keelzangtechnieken vergelijkbaar met katajjac, de zangstijl van de Inuit. Rekukhara bestond enkel onder de Sachalin-Aino, en was niet bekend onder de Hokkaido-Aino. Het aantal simultane spelers daarvan kon variëren van twee tot tien personen, altijd in paar.
Bij aanvang namen de spelers plaats tegenover elkaar en vormden ze met hun handen een gesloten tube die elkaars monden in verbinding bracht. Vervolgens produceerde een van de spelers een bepaald motief (in de vorm van enkele op ritmische wijze geproduceerde klanken) en liet deze doorklinken in de mondholte van de andere speler. Een van de spelers kan op eender welk moment beslissen van motief te veranderen, waardoor de andere speler zich hier onmiddellijk aan moet aanpassen. De speler die dit het langst kan volhouden zonder buiten adem te geraken of in de lach te schieten wint het spel.
Volgens een interview met de dochter van de laatste beoefenaar van die stijl (gestorven in 1973) zou de rekukhara ook een sjamanistische kant hebben, als uitvoering tijdens de iomante (het rituele slachten van een bruine beer) omdat de geluiden die geproduceerd werden symbolisch verwezen naar de schreeuw van een bruine beer tijdens het slachten.

## Instrumenten
De voornaamste instrumenten in de Ainocultuur zijn de mukkuri en de tonkori. Beide beleven, dankzij culturele organisaties en prominente muzikanten, in recente jaren een lichte heropkomst. Daarbuiten is er ook bewijs van het bestaan van enkele andere instrumenten uniek aan de Aino, maar die vandaag de dag niet langer in gebruik zijn. Ook zijn er, door de geografische verspreiding van de Ainovolkeren over verschillende eilanden, zowel qua opbouw als gebruik van inheemse instrumenten sterke verschillen waar te nemen.

### Mukkuri

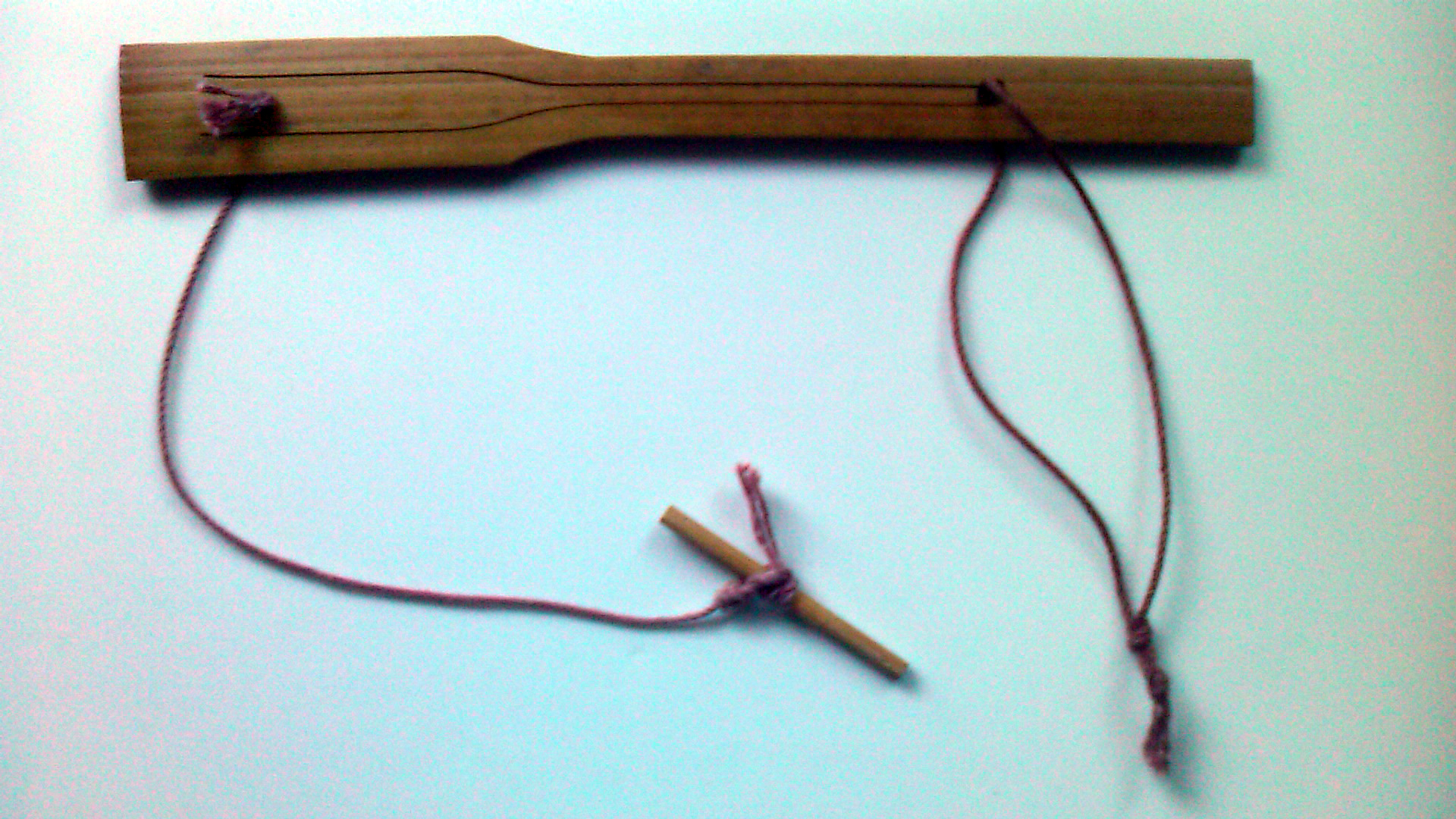
Mukkuri.

De mukkuri is een idiofoon instrument dat sterk vergelijkbaar is met de mondharp. De mukkuri wordt gemaakt met bamboe, en het bespelen gebeurt door manipulatie van een koord dat verbonden is aan het bamboeriet. Het instrument produceert geen tonen, maar wel kan er aan klankvervorming gedaan worden door de vorm van de mond tegenover de mondharp te wijzigen.
Cultureel gezien werd er door de Aino niet veel belang gehecht aan het instrument en werd het door respectabele leden van de gemeenschap eerder bezien als een soort speelgoed dat vooral door kinderen werd bespeeld als vorm van entertainment en niet als bijdrage tot een lied of ritueel. Door de goedkope productie ervan wordt het in Hokkaido tegenwoordig vaak verkocht als toeristisch souvenir.

### Tonkori
De tonkori, een onomatopee voor het geluid dat dit instrument voortbrengt, is een fretloos snaarinstrument, meestal met vijf snaren, gemaakt van schapendarmen. Het instrument wordt open bespeeld, waardoor het mogelijk aantal geproduceerde tonen beperkt blijft tot het aantal snaren. De snaren zijn op een atypische manier gestemd, vaak als pentatonische toonladder waarbij elke snaar een vijfde interval verschilt met de vorige en er dus geen laag/hoog beweging is zoals bij bijvoorbeeld de gitaar.
De tonkori wordt door zowel man als vrouw bespeeld, vaak ter begeleiding van yukar of dansen en rituelen, maar ook solo-uitvoeringen komen voor.

### Kaco
De kaco, een lijsttrommel die nu niet langer in gebruik is, is een percussie-instrument vergelijkbaar met de westerse tamboerijn. Een dierenvel werd gespannen over de cilindrische ring die typisch gemaakt is van wilg- of larikstak. De trommel-klopper zelf werd omwikkeld in hondenhuid.
De kaco werd als percussie-instrument vooral gebruikt ter ondersteuning van yukarvertellingen en sjamanistische rituelen.

### Cirektekuttar
De cirektekuttar, ook bekend onder de regionale namen henyudo, ionka of pehkutu (zoals het genoemd werd in de  Sachalin-eilanden), was de Ainobenaming voor een cilindervormig blaasinstrument vergelijkbaar met de didgeridoo van de Aboriginalstammen in Australië.
Het instrument werd gemaakt van de stengel van een aan de noordelijke Japanse eilanden inheems riet en bracht een trompetachtige klank voort. De Aino zou dit instrument vooral als muzikaal speelgoed gebruikt hebben, alhoewel er ook gedacht wordt dat het instrument reeds in de Jomonperiode voorkwam en door de proto-Aino volkeren gebruikt werd voor sjamanistische doeleinden

### Pararayki
Na aanraking met de Russische cultuur werd er door de Aino inheems aan de Koerillen een instrument gebouwd naar de Russische balalaika, getranscribeerd als pararayki.

## Cultureel belang

### Verval
Naast rituele en vermaakswaarde vormde de Ainofolklore een belangrijke manier om maatschappelijke waarden te behouden en een gevoel van samenzijn te kweken in een periode waarin de Ainocivilisatie een sterk verval kende als gevolg van de technologisch vooruitstrevende Wajin die hun territorium steeds uitbreidden.
Na de Meiji-restauratie in 1868 werd het huidig Hokkaido gekoloniseerd door de Meiji-regering met als doel hier westerse technologieën op vlak van landbouw en voedingspreservatie te kunnen testen en vervolgens naar het hoofdeiland te exporteren. Dat leidde tot het oprichten van de onderdrukkende Hokkaido Former Natives Protection Act, wat de Aino dwong tot assimilatie met het Japanse volk en het opgeven van cultuur en levensstijl ten gunste van een landbouwende levensstijl. Het gebrek aan een eigen geschrift, het verbod op het uitoefenen van de eigen cultuur, en de verplichte assimilatie leidden tot een enorm verlies van eigen identiteit onder de Aino, met als gevolg dat er vandaag de dag weinig Aino overblijven, en nog minder die de oorspronkelijke Ainotaal spreken.

### Heropkomst
Met de opkomst van het toerisme in Japan werd Hokkaido een belangrijke toeristische trekpleister, zowel buitenlands als binnenlands. Eind 19e en begin 20e eeuw, toen het toerisme in Hokkaido op gang kwam, werd het eiland gepromoot als een wild sneeuwlandschap met wilde beren en een inheemse primitieve bevolkingsgroep - de Aino. Als gevolg werden er toeristische Ainodorpen en musea opgericht, maar bleven de Aino als volk nog steeds in hun rechten onderdrukt. Deze zet van de overheid heeft door o.a. Anglicaans missionaris John Batchelor kritiek gekregen als een nieuwe manier ter uitbuiting van de Aino, maar heeft er wel voor gezorgd dat er veel tradities vastgelegd werden die anders met de tijd verloren zouden zijn.
The Japanese treat them better now, simply because they came to realize that the Ainu were a valuable curiosity worth preserving. There was no kindness or sentiment in it—none whatever. They quit trying to exterminate this shattered relic of a dying Caucasian race when visitors with money to spend began coming from all over the world just to see and study them. If today the Ainu are protected wards of the Government, and if the Government has paid me any honor, it is not because of a change of heart on the part of the Japanese; it is only because the Ainu became worth something to Japan.— Interview tussen John Batchelor en John Patric uit 1943
1997 kende de intrede van de Ainu New Law (アイヌ新法, de Ainu Shinpō, ook bekend als de Culture Promotion Law), ter vervanging van de Hokkaido Former Natives Protection Act. Met de vervolgens opgerichte Foundation for Research and Promotion of Ainu Culture (FRPAC) werd het terug mogelijk voor de Ainobevolking om legaal hun tradities voort te zetten. De FRPAC beschrijft vier beleidspunten waaronder een als doel heeft de Ainocultuur te promoten door onder andere nieuwe specialisten in de yukartraditie op te leiden.
Sinds de oprichting van de FRPAC zijn er verschillende groepen ontstaan in het bezit van een Important Intangible Cultural Property (重要無形文化財, jūyō mukei bunkazai). Zij houden jaarlijks evenementen waaronder het Festival of Ainu Ethnic Culture, de Shakushain Memorial Festival en het Marimo Festival, met doel de Aino als cultuur wereldwijde bekendheid te geven. Daarnaast worden er nog steeds voor toeristische redenen op regelmatige basis optredens van Ainodans en muziek opgevoerd, maar levert deze markt nu een inkomen op voor de resterende Aino in Hokkaido.
Enkele bekende muzikanten die Ainoroots hebben of elementen van Ainomuziek verwerken in hun eigen werk zijn onder andere filmcomponist Akira Ifukube (伊福部昭), wereldmuzikant Kanno Oki (加納 沖) en het duo Imeruat, waaronder de Ainozangeres Mina uit de voormalige fusiongroep The Ainu Rebels.